# Liste von Cellisten
In die Liste von Cellisten sind Namen von Cellisten (Violoncellisten) eingetragen, die als Musiker umfassende Bekanntheit erlangt haben und die Relevanzkriterien erfüllen. Die Namen der verstorbenen Cellisten sind chronologisch, die der noch lebenden sind alphabetisch sortiert.

## Im 17. Jahrhundert geborene Cellisten
- Giovanni Battista Vitali (1632–1692)
- Domenico Gabrielli (1651–1690)
- Giuseppe Maria Jacchini (1663–1727)
- Giovanni Bononcini (1670–1747)
- Evaristo Dall’Abaco (1675–1742)
- Francesco Scipriani, auch Supriano (1678–1753)
- Jean-Baptiste Stuck (1680–1755)
- Giacomo Cervetto (1682–1783)
- Antonio Vandini (1690–1778)
- Francesco Alborea, auch Francischello (1691–1737)
- Martin Berteau (1691–1771)
- Pierre Saint-Sevin, auch L’Abbé l’aîné (1695–1768)
- Philippe Saint-Sevin, auch L’Abbé (1698–1777)
- Francisco Caporale (um 1700–1746)
- Pasqualino de Marzis, auch Pasqualini, († 1747)

## Im 18. Jahrhundert geborene Cellisten
- Jean-Baptiste Barrière (1707–1747)
- Joseph Dall’Abaco (1710–1805)
- Salvatore Lanzetti (1710–1780)
- Johann Balthasar Kehl (1725–1778)
- Anton Fils (1733–1760)
- Johann Georg Christoph Schetky (1737–1824)
- Joseph Franz Weigl (1740–1820)
- Jean-Pierre Duport (1741–1818)
- Luigi Boccherini (1743–1805)
- James Cervetto (1747–1837)
- Jean-Louis Duport (1749–1819)
- Anton Kraft (1752–1820)
- Joseph Reicha (1752–1795)
- Jean-Pierre Solié (1755–1812)
- Johann Rudolf Zumsteeg (1760–1802)
- Bernhard Romberg (1767–1841)
- Robert Lindley (1776–1855)
- Nicolas-Joseph Platel (1777–1835)
- Friedrich Dotzauer (1783–1860)
- Alexander Uber (1783–1824)
- Friedrich August Kummer (1797–1879)

## Im 19. Jahrhundert geborene Cellisten
- Sebastian Lee (1805–1887)
- Adrien-François Servais (1807–1866)
- Auguste-Joseph Franchomme (1808–1884)
- Andreas Grabau (1808–1884)
- Johann Benjamin Groß (1809–1848)
- François de Munck (1815–1854)
- Alexander Batta (1816–1902)
- Jacques Offenbach (1819–1880)
- Anton Träg (1819–1860)
- Alfredo Piatti (1822–1901)
- Lise Cristiani (1825–1853)
- Hélène de Katow (um 1830–nach 1876)
- Friedrich Grützmacher (1832–1903)
- Karl Dawidow (1838–1889)
- Ernest de Munck (1840–1915)
- Anna Kull (1841–1923)
- Jules De Swert (1843–1891)
- David Popper (1843–1913)
- Róza Szuk (1844–1921)
- Wilhelm Fitzenhagen (1848–1890)
- Robert Hausmann (1852–1909)
- Joseph Hollman (1852–1926)
- Heinrich Grünfeld (1855–1931)
- Anton Hekking (1856–1935)
- Julius Klengel (1859–1933)
- Hugo Becker (1863–1941)
- André Hekking (1866–1925)
- Max Kiesling (1866–1930)
- Arturo Toscanini (1867–1957)
- Michail Bukinik (1872–1947)
- Louis Feuillard (1872–1941)
- Lucy Campbell (1873–1944)
- Leontine Gärtner (1874 – nach 1938)
- Christian Döbereiner (1874–1961)
- Pau Casals, spanisch auch Pablo Casals (1876–1973)
- Paul Grümmer (1879–1965)
- Gérard Hekking (1879–1942)
- Rudolf Krasselt (1879–1954)
- Arnold Földesy (1882–1940)
- Guilhermina Suggia (1885–1950)
- Paul Bazelaire (1886–1958)
- Max Baldner (1887–1946)
- Fritz Schertel (1890–1945)
- Joachim Stutschewsky (1891–1982)
- Beatrice Harrison (1892–1965)
- Maurice Maréchal (1892–1964)
- Newton Pádua (1894–1966)
- Gaspar Cassadó (1897–1966)
- Enrico Mainardi (1897–1976)
- Karel Pravoslav Sádlo (1898–1971)
- Benar Heifetz (1899–1974)
- Rudolf Hindemith (1900–1974)

## Im 20. Jahrhundert geborene, verstorbene Cellisten
- Francesco von Mendelssohn (1901–1972)
- Emanuel Feuermann (1902–1942)
- Saitō Hideo (1902–1974)
- Karl Oscar Richard Klemm (1902–1988)
- Frieda Litschauer-Krause (1903–1992)
- Gregor Piatigorsky (1903–1976)
- Pierre Fournier (1906–1986)
- Rudolf Metzmacher (1906–2004)
- Ludwig Hoelscher (1907–1996)
- Harry Fuchs (1908–1986)
- Zygmund Przemyslaw Rondomanski (1908–2000)
- André Navarra (1911–1988)
- Fritz Sommer (1912–nach 1976)
- Tibor de Machula (1912–1982)
- Miloš Sádlo (1912–2003)
- Paul Tortelier (1914–1990)
- Amedeo Baldovino (1916–1998)[1]
- Bernard Greenhouse (1916–2011)
- William Pleeth (1916–1999)
- Siegfried Barchet (1918–1982)
- Antonio Janigro (1918–1989)
- Zara Nelsova (1918–2002)
- Leonard Rose (1918–1984)
- George Neikrug (1919–2019)
- Maurice Gendron (1920–1990)
- Olga Hegedus (1920–2017)
- Joan Dickson (1921–1994)
- Radu Aldulescu (1922–2006)
- Reine Flachot (1922–1998)
- Daniil Schafran (1923–1997)
- František Sláma (1923–2004)
- János Starker (1924–2013)
- Valentin Berlinsky (1925–2008)
- Marçal Cervera (1928–2019)
- Eva Czako Janzer (1926–1978)
- Charles McCracken (1926–1997)
- Siegfried Palm (1927–2005)
- Mstislaw Rostropowitsch (1927–2007)
- Robert LaMarchina (1928–2003)
- Claude Starck (1928–2025)
- Peter C. Steiner (1928–2003)
- Klaus Storck (1928–2011)
- Nikolaus Harnoncourt (1929–2016)
- Gerhard Mantel (1930–2012)
- Erling Blöndal Bengtsson (1932–2013)
- Reinhold Johannes Buhl (1933–2021)
- Angelica May (1933–2018)[2][3]
- Anner Bylsma (1934–2019)
- Wolfgang Boettcher (1935–2021)
- Raphaël Sommer (1937–2001)[4][5]
- Hans-Joachim Scheitzbach (1939–2024)
- Jörg Baumann (1940–1995)
- Werner Thomas-Mifune (1941–2016)
- Johannes Goritzki (1942–2018)
- Lynn Harrell (1944–2020)
- Mikro Rilling (1944–2018)
- Jacqueline du Pré (1945–1987)
- Anja Thauer (1945–1973)
- Franz Bartolomey (1946–2023)
- Beat Richner (1947–2018)
- Boris Pergamenschikow (1948–2004)
- Heinrich Schiff (1951–2016)
- Reiner Hochmuth (1952–2021)[6]
- Jan Diesselhorst (1954–2009)
- Reimund Korupp (1954–2013)
- Thomas Beckmann (1957–2022)
- Antonio Meneses (1957–2024)
- Lawrence Zoernig (1960–2017)
- Sebastian Hess (1971–2021)
- Lisa Berg (1978–2017)

## Lebende Cellisten

### A
- Richard Aaron (* 1959)
- Sophie Abraham (* 1986)
- Dávid Adorján (* 1972)
- Wolfgang Aichinger (* 1952)
- Nicolas Altstaedt (* 1982)
- Lucio Amanti (* 1977)
- Akira Andō (* 1955)
- Elias Arizcuren (* 1943)
- Ricardo de Armas (* 1957)
- Edward Arron (* 1976)

### B
- Michael Bach (* 1958)
- Zuill Bailey (* 1972)
- Alexander Baillie (* 1956)
- Martin Bärenz (* 1956)
- Matthias Bartolomey (* 1985)
- Anne Francis Bayless (* um 1978)
- Maya Beiser (* 1963)
- Nesrine Belmokh (* 1982)
- Christian Benda
- Julius Berger (* 1954)
- Emmanuelle Bertrand (* 1973)
- Paolo Beschi (* 1953)
- Mike Block (* 1982)
- Maja Bogdanović (* 1982)
- Claudio Bohórquez (* 1976)
- Georgie Born (* 1955)
- Adrian Brendel (* 1976)
- Lionel Bringuier (* 1986)
- Jörg Brinkmann (* 1976)
- Enrico Bronzi (* 1973)
- Peter Bruns (* 1963)

### C
- Rufus Cappadocia (* 1967)
- Gautier Capuçon (* 1981)
- Colin Carr (* 1957)
- Valentin Ceccaldi (* 1989)
- Chang Han-na (* 1982)
- Audrey Chen (* 1976)
- Pi-Chin Chien (* 1964)
- Silvia Chiesa (* 1966)
- Lluís Claret I Serra (* 1951)
- Gaspar Claus (* 1983)
- Natalie Clein (* 1977)
- Robert Cohen (* 1959)
- Christophe Coin (* 1958)
- Melissa Coleman (* 1968)
- Jennifer Culp
- Christoph Croisé (* 1993)
- Dobrawa Czocher (* 1991)

### D
- Friedemann Dähn (* 1958)
- David Darling (1941–2021)
- Gerhart Darmstadt (* 1952)
- Peter Dauelsberg (* 1933)
- Danielle DeGruttola (* 1968)
- Thomas Demenga (* 1954)
- Patrick Demenga (* 1962)
- Rohan de Saram (1939–2024)
- Roel Dieltiens (* 1957)
- Sebastian Diezig (* 1983)
- Akua Dixon (Turre) (* 1948)
- Denise Djokic (* 1980)
- Mathias Donderer (* 1960)
- Bruno Ducret (* ≈1991)

### E
- Rushad Eggleston (* 1979)
- Amir Eldan (* 1976)
- Isang David Enders (* 1988)
- David Eyges (* 1950)

### F
- Lucas Fels (* 1962)
- Norman Fischer (* 1949)
- Manuel Fischer-Dieskau (* 1963)
- Ludwig Frankmar (* 1960)
- Joel Freedman (* ≈1943)
- Jan Freiheit (* 1962)
- Eugene Friesen (* 1952)

### G
- Sol Gabetta (* 1981)
- Ophélie Gaillard (* 1974)
- Friedrich Gauwerky (* 1951)
- Wassily Gerassimez (* 1991)
- Alban Gerhardt (* 1969)
- David Geringas (* 1946)
- Kristin von der Goltz (* 1966)
- Joshua Gordon (* 1964)
- Justus Grimm (* 1970)
- Raphaela Gromes (* 1991)
- Daniel Grosgurin (* 1949)
- Natalia Gutman (* 1942)

### H
- Clemens Hagen (* 1966)
- Julia Hagen (* 1995)
- Matt Haimovitz (* 1970)
- Torsten Harder (* 1965)
- Ofra Harnoy (* 1965)
- Stjepan Hauser (* 1986)
- Marie-Elisabeth Hecker (* 1987)
- Andreas Heinig (* 1977)
- Frans Helmerson (* 1945)
- Ekkehard Hessenbruch (* 1957)
- Karsten Hochapfel (* 1978)
- Franz Hohler (* 1943)
- Horst Hornung (* 1948)
- Maximilian Hornung (* 1986)
- Wolfram Huschke (* 1964)

### I
- Danjulo Ishizaka (* 1979)
- Steven Isserlis (* 1958)
- Yūki Itō (* 1989)
- Kō Iwasaki (* 1980)

### J
- Don Jaffé (* 1933)
- Ramón Jaffé (* 1962)
- Jorane (* 1975)

### K
- Fany Kammerlander (* 1967)
- Sheku Kanneh-Mason (* 1999)
- Wakeshima Kanon (* 1988)
- Paul Katz (* 1941)
- Zoë Keating (* 1972)
- Eric Kim
- Katinka Kleijn (* 1970)
- Friedrich Kleinhapl (* 1965)
- Maria Kliegel (* 1952)
- Sebastian Klinger (* 1977)
- Benedict Kloeckner (* 1989)
- Lia Kohl (* 1989)
- Mark Kosower (* 1976)
- James Kreger (* ≈1953)
- Joel Krosnick (1941–2025)
- Friedemann Kupsa (* 1943)

### L
- Erkki Lahesmaa
- Anita Lasker-Wallfisch (* 1925)
- Jeffrey Lastrapes
- Reinhard Latzko (* 1963)
- Caroline Lavelle (* 1969)
- Anja Lechner (* 1961)
- Daniel Lee (* 1980)
- Nina Lee
- Okkyung Lee (* 1975)
- Peggy Lee (* 1963)
- Su-a Lee
- Trey Lee (* 1973)
- Peter Leisegang (* 1952)
- Gavriel Lipkind (* 1977)
- Fred Lonberg-Holm (* 1962)
- Matthias Lorenz (* 1964)
- Annabelle Luis (* ≈1983)

### M
- Yo-Yo Ma (* 1955)
- Jens Peter Maintz (* 1967)
- Mischa Maisky (* 1948)
- Orfeo Mandozzi (* 1968)
- Olaf Maninger (* 1964)
- Antero Manninen (* 1973)
- Will Martina (* ≈1984)
- Ana Carla Maza (* 1995)
- Martín Meléndez (* 1982)
- Hajime Mizoguchi (* 1960)
- Ivan Monighetti (* 1948)
- Matthias Moosdorf (* 1965)
- Jaques Morelenbaum (* 1954)
- Truls Mørk (* 1961)
- Johannes Moser (* 1979)
- Pat Muchmore (* 1976)
- Suzanne Mueller
- Othmar Müller (* 1963)
- Philippe Muller (* 1946)
- Daniel Müller-Schott (* 1976)
- Diedre Murray (* 1958)

### N
- Richard Naill
- Elisabeth Naske (* 1963)
- Clancy Newman (* 1977)
- Hai-Ye Ni (* 1972)
- Esther Nyffenegger (* 1941)

### O
- Matias de Oliveira Pinto (1960–2025)
- Kenneth Olsen
- Annemie Osborne (* 1984)
- Martin Ostertag (* 1943)
- Ouyang Nana (* 2000)

### P
- Saerom Park (* 1981)
- Susanne Paul (* 1970)
- Miklós Perényi (* 1948)
- Steuart Pincombe
- Walter Prati (* 1956)
- Stefanie Alexandra Prenn (* 1984)
- Gwyn Pritchard (* 1948)

### Q
- Jean-Guihen Queyras (* 1967)
- Misha Quint (* 1960)

### R
- Inga Raab (* 1979)
- Lucy Railton (* ≈1986)
- Matthias Ranft
- Christine Rauh (* 1984)
- Erkki Rautio (* 1931)
- David Requiro (* ≈1975)
- Christoph Richter (* 1957)
- David Riniker (* 1970)
- Gustav Rivinius (* 1965)
- Mariel Roberts (* ≈1989)
- Shauna Rolston (* 1967)
- Albert Roman (* 1944)
- Gemma Rosefield (* 1981)
- Martin Rummel (* 1974)
- Eckart Runge (* 1967)

### S
- Matthieu Saglio (* 1977)
- Michael Sanderling (* 1967)
- Guido Schiefen (* 1968)
- Sue Schlotte (* 1967)
- Niklas Schmidt (* 1958)
- Wolfgang Emanuel Schmidt (* 1971)
- Claudia Schwarze (* 1958)
- Astrid Schween (* 1964)
- Hans-Christian Schweiker
- Vincent Ségal (* 1967)
- Noah Seitz
- David Shamban (* 1954)
- Sébastien Singer (* 1974)
- Giovanni Sollima (* 1962)
- Marie Spaemann (* 1988)
- Viviane Spanoghe (* 1960)
- Dagmar Spengler (* 1974)
- Lester St. Louis (* 1993)
- Julian Steckel (* 1982)
- Alan Stepansky
- Mathilde Sternat
- Tim Stolzenburg (* 1969)
- Alexander Suleiman (* 1970)
- Luka Šulić (* 1987)
- Troels Svane (* 1967)

### T
- Tanja Tetzlaff (* 1973)
- Götz Teutsch (* 1941)
- Gunther Tiedemann (* 1968)
- Christoph Theinert (* 1959)
- Sæunn Þorsteinsdóttir (* 1984)

### U
- Frances-Marie Uitti (* 1948)
- Tomas Ulrich (* 1958)
- Christof Unterberger (* 1970)

### V
- Asja Valčić (* 1967)
- Sean Varah (* 1968)
- Nikos Veliotis (* 1970)
- Quirine Viersen (* 1972)
- Jan Vogler (* 1964)

### W
- Raphael Wallfisch (* 1953)
- Mark Wastell (* 1968)
- Graham Waterhouse (* 1962)
- Julian Lloyd Webber (* 1951)
- Maja Weber (* 1974)
- Alisa Weilerstein (* 1982)
- Chris White
- Sonia Wieder-Atherton (* 1961)
- Miranda Wilson (* 1979)
- Emily Wittbrodt (* 1994)
- Ayanna Witter-Johnson (* 1985)
- Pieter Wispelwey (* 1962)
- Frank Wolff (* 1945)
- Nioka Workman (* 1963)
- Claudius von Wrochem (* 1965)

### Y
- Wen-Sinn Yang (* 1965)
- Mark Yee (* 1987)
- Victor Yoran (* 1937)

### Z
- Mattia Zappa (* 1973)
- Marcin Zdunik (* 1987)